# Pansori
 Ả đào Pansori (tiếng Hàn Quốc: 판소리, phát âm là p'ansori) là một loại hình âm nhạc diễn xướng bằng âm giai nhạc thính phòng truyền thống rất thịnh hành của Triều Tiên. Đó là một buổi biểu diễn hát ả đào và gõ trống (cũng có khi sử dụng nhạc cụ khác như Đàn tranh kéo bằng vĩ ajaeng, đàn tranh gayageum,...), được thực hiện bởi một ca nương gọi là sorikkun (tiếng Hàn Quốc: 소리꾼) và một kép trống (nhạc công gõ trống) gọi là gosu (trống được gọi là buk tiếng Hàn Quốc: 북). Từ "Pansori" được ghép từ "pan" (tiếng Hàn Quốc: 판, có nghĩa là nơi tụ họp của nhiều người) và sori (tiếng Hàn Quốc: 소리 nghĩa là âm thanh).

## Tổng quan
Là một hình thức hát ả đào phổ biến của Triều Tiên thế kỷ 19, Pansori thường bao gồm các truyện châm biếm hoặc truyện tình. Một truyện hoàn chỉnh, gọi là madang (tiếng Hàn Quốc: 마당) thường kéo dài cả vài tiếng đồng hồ mới hết. Một ví dụ là "Bài ca nàng Jang Ok Jung" dài đến 8 tiếng biểu diễn không tính thời gian ngừng nghỉ. Một vở madang bao gồm các phiên bản của các aniri (tiếng Hàn Quốc: 아니리, bài hùng biện) và chang (tiếng Hàn Quốc: 창, bài hát). Hồ sơ đề cử ả đào pansori là di sản văn hóa thế giới với không gian văn hóa pansori trải dài khắp bán đảo Triều Tiên.
Chỉ có 5 trong số 12 madang này còn lại đến ngày nay. Chúng bao gồm: Hưng Phu ca, Người con gái hiếu thảo Trầm Thanh (Trầm Thanh ca), Xuân Hương ca, Xích bích ca (lấy tác phẩm Tam Quốc Diễn Nghĩa của nhà văn Trung Quốc La Quán Trung làm cốt truyện) và Thủy cung ca.
UNESCO đã công nhận ả đào Pansori là di sản phi vật thể cần bảo vệ khẩn cấp và còn là Kiệt tác truyền khẩu và di sản phi vật thể của nhân loại vào ngày 7 tháng 11 năm 2003.

## Thư viện hình ảnh

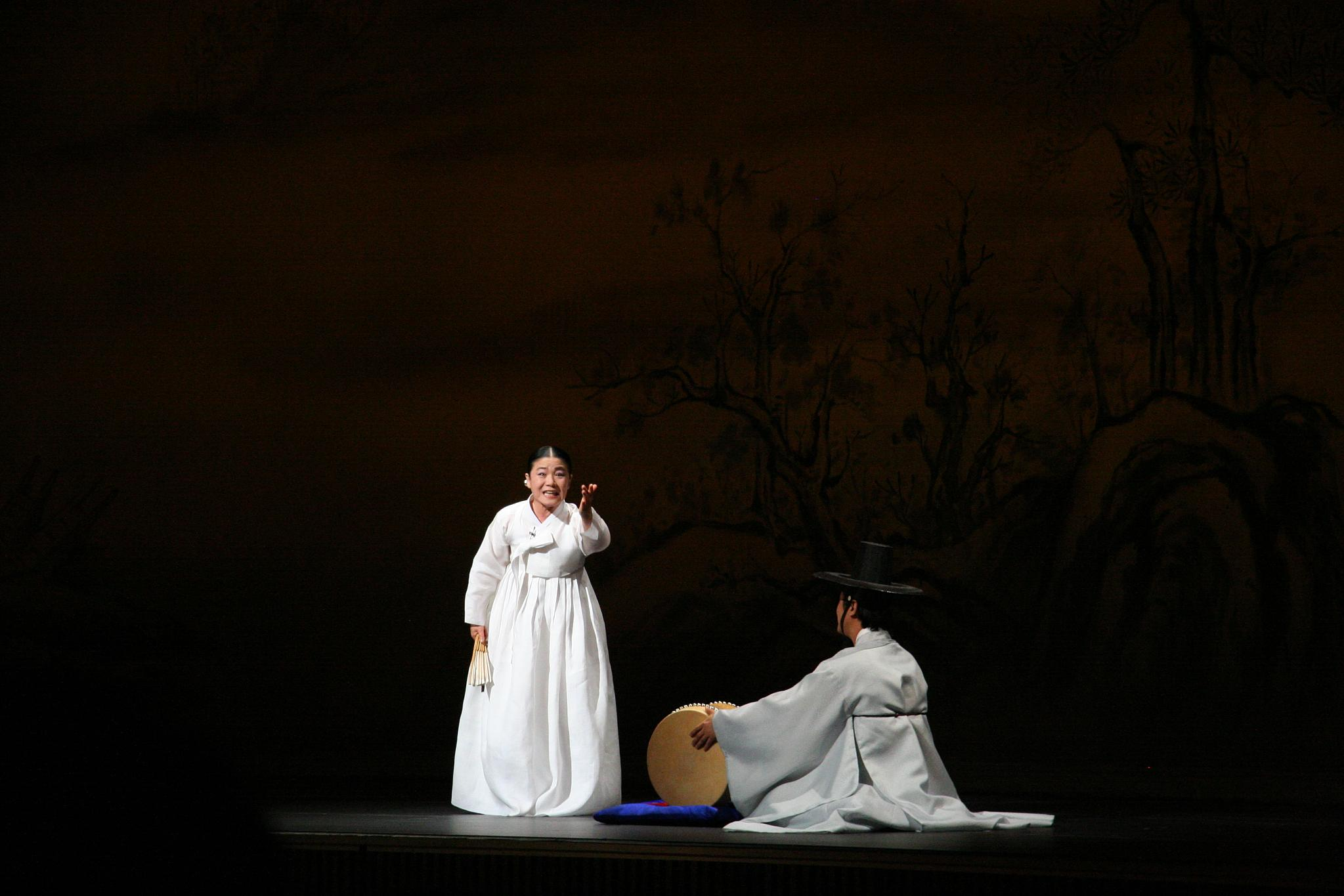
Vở Hưng Phu ca được trình diễn bởi Ahn Suk-seon, tại Seoul, Hàn Quốc, năm 2006.
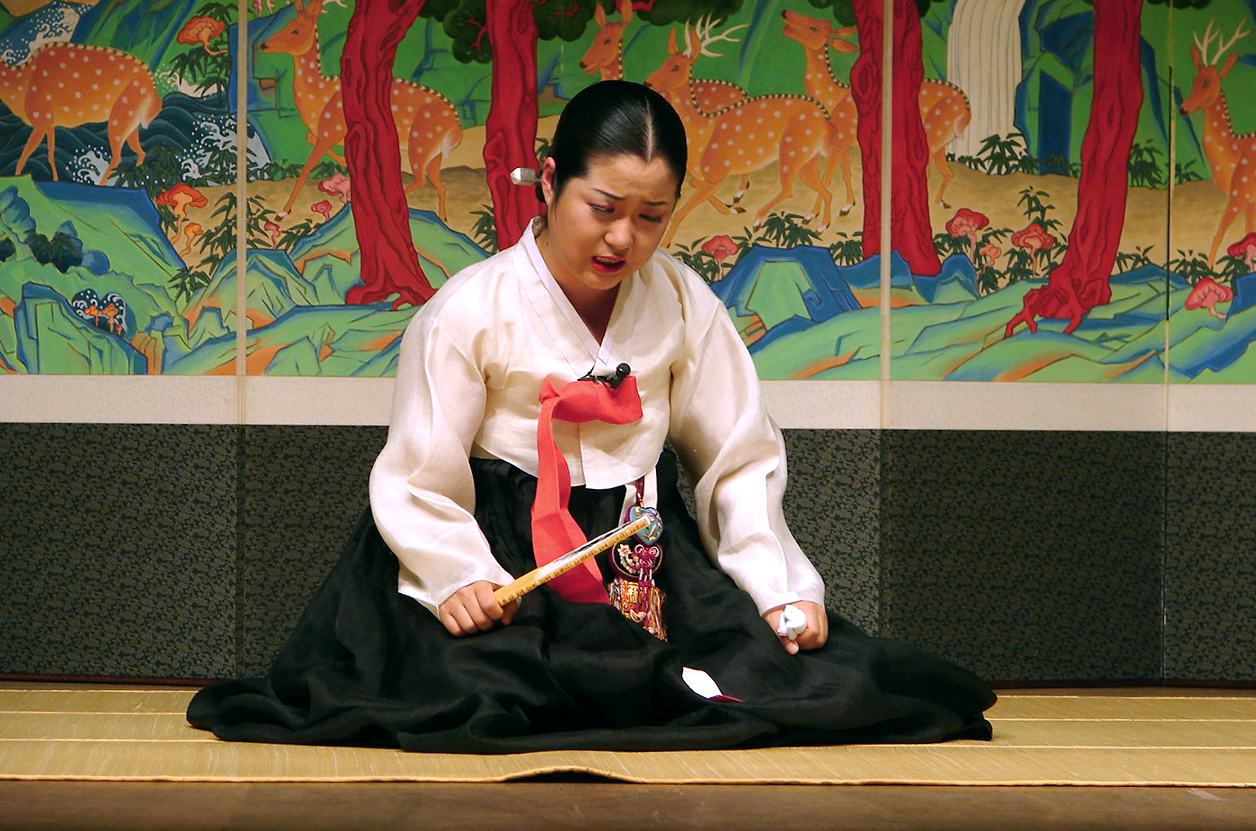
Biểu diễn Pansori ở Trung tâm Văn hóa Busan, Hàn Quốc.
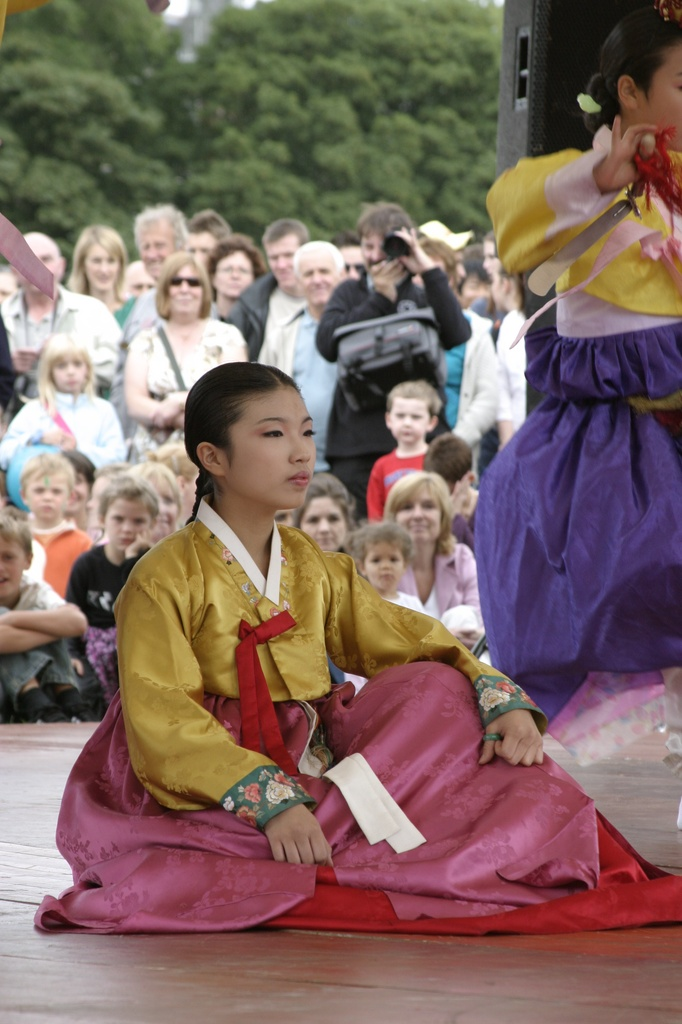
Một ca nương Pansori trẻ tại lễ hội Edinburgh.
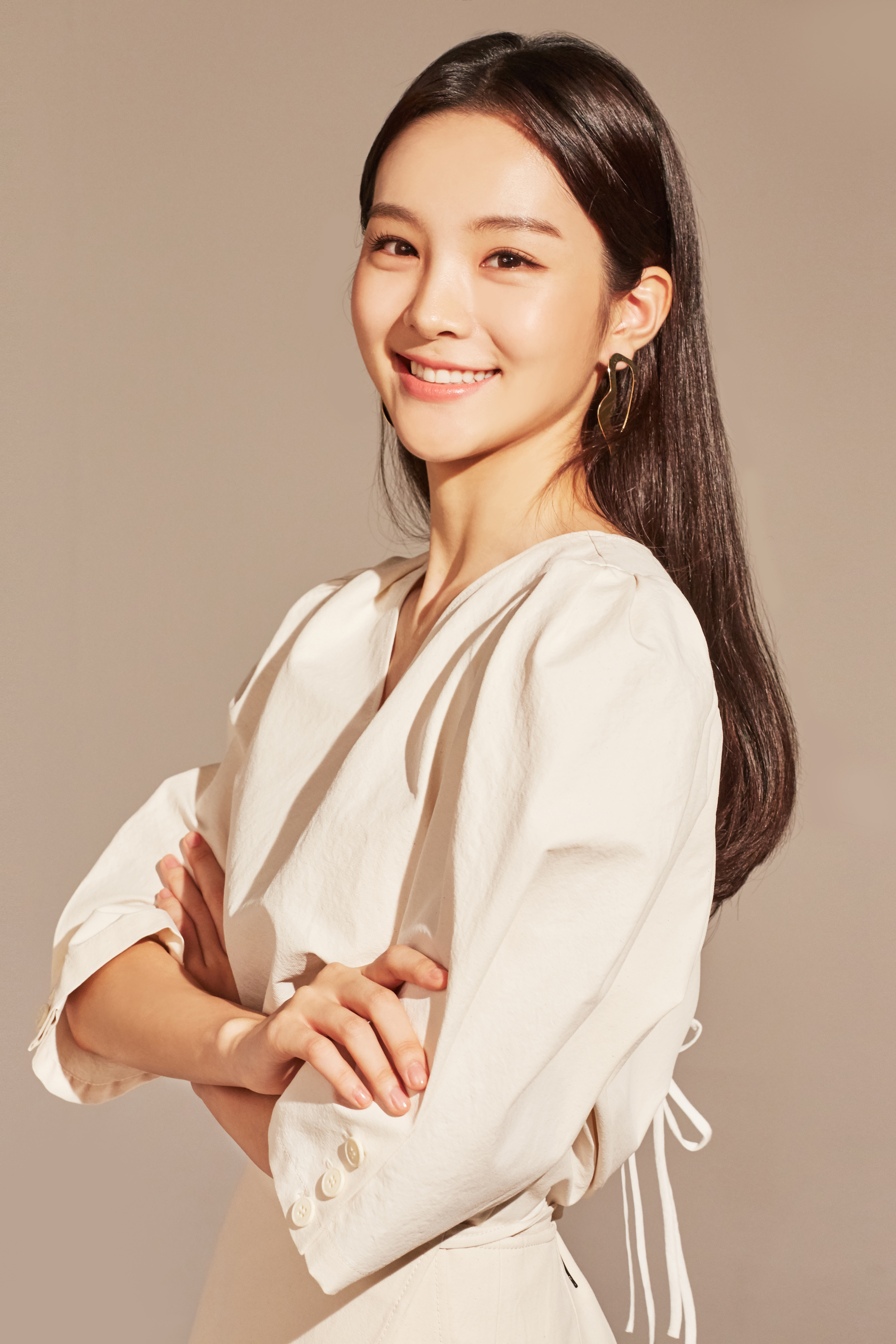
Ca nương Song So-hee